# 金鴻陸
金鴻陸（キム・ホンリュク、김홍륙, ? - 1898年10月10日）は、李氏朝鮮末期の訳官。

## 人物
咸鏡道の賎民出身。ウラジオストクを行き来してロシア語を身につけ、訳官として採用された。1894年から翌年にかけて、李範晋とロシアのベベル（ウェーバー、ヴェーバー）公使との条約締結時に朝鮮唯一のロシア語通訳として活躍した。1895年には李采淵・安駉寿などと春生門事件を起こした。1896年、露館播遷時には秘書院丞でありながら高宗とベベル公使間の通訳を引き受けた。金鴻陸は親露派で、高宗から厚い信任を得ていた。なお、彼は権力を濫用したために、民衆によって糾弾されることもあった。
尹庸善大臣から学部協弁への昇進を受けたが、1898年には親露派の没落にしたがい官職から退いた。1898年3月7日 金鴻陸謀殺未遂事件が起きている。同年8月23日、ロシアとの通商で着服をした疑いで流刑の詔勅が出され、25日に全羅南道黒山島に流罪となった。
1898年9月11日夜10時頃、高宗と皇太子（後の純宗）が晩餐の際に吐瀉を催し、皇太子は一時人事不省に陥った。高宗は日頃コーヒーを好んでいたが、この時は匂いと味の異変のため3口しか飲まず、皇太子は半椀程を飲んでいた。また、同じコーヒーを飲んだ内侍7名、女官3名、別入侍1名にも中毒症状が見られた。韓国宮内大臣は警務庁に命じて閣監庁（大膳部）の庖厨14名を拘束し取調べに及んだ。
取調べの結果、免職になっていた金鍾和という者が浮かび上がり、金鍾和は前典膳司主事孔昌徳より1,000元の報酬を受ける約束で毒物を混入したと自白した。孔昌徳は金鴻陸の側近で、金鴻陸から協弁職を受ける約束で毒茶により高宗を殺害するよう依頼されたと自白した。孔昌徳と金鍾和とその妻の3名が逮捕され、その他の庖厨は全て監獄署に移された。
1898年10月10日朝、金は外2名と共に紋罪に処せられその死体は鍾路に曝された。